# Danza de los funerales
Las danzas de los funerales  se ejecutaban en las pompas fúnebres. 
Cuando moría un rey de Atenas, lo más escogido del ejército, vestido de largos ropajes blancos, abría la marcha: precedían dos líneas de jóvenes al ataúd al cual rodeaban dos hileras de vírgenes. Llevaban todos coronas y ramos de ciprés y ejecutaban danzas y figuras graves y majestuosas al son de sinfonías lúgubres.
Los sacerdotes de las diferentes divinidades adoradas en Ática, vestidos con los trajes distintivos de su dignidad, seguían luego: marchaban con paso lento y mesurado cantando versos en alabanza del difunto rey.
Las danzas de los funerales particulares ejecutadas sobre este modelo eran proporcionadas a la dignidad del difunto en obsequio del cual se ejecutaban.